# Herbert Hirschler (Liedtexter)

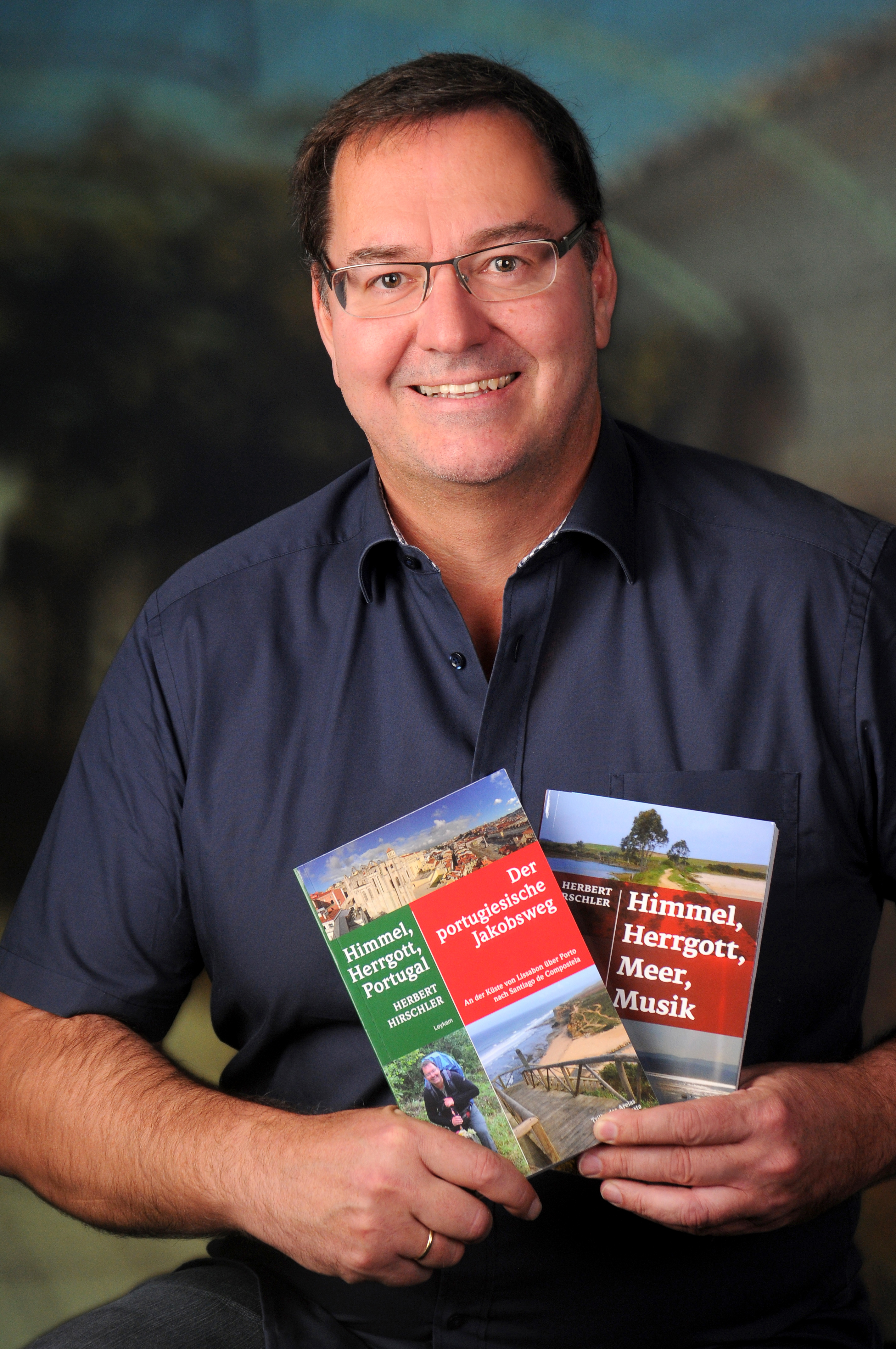
Herbert Hirschler (2017)

Herbert Hirschler (* 8. November 1965 in Neunkirchen, Niederösterreich) ist Textautor von rund 700 Titeln im Bereich der volkstümlichen Musik und des deutschsprachigen Schlagers. Er hat zudem drei Reiselesebücher sowie zwei Romane veröffentlicht.

## Leben
Im Jahr 2010 marschierte Herbert Hirschler 1100 Kilometer auf der Ruta del Norte (auch genannt Camino de la Costa und Camino del Norte), der Küstenvariante des Jakobsweges von Hendaye (Frankreich) nach Santiago de Compostela und weiter nach Finisterre und Muxía (Camino a Fisterra). Er schrieb darüber das Buch Himmel, Herrgott, Meer, Musik, das 2011 im österreichischen Leykam Buchverlag veröffentlicht wurde. Neben einem humorvollen Bericht über das Pilgerleben sind in diesem Buch auch Beiträge über das Pilgern und Ankommen von bekannten Schlager- und Volksmusikinterpreten enthalten. Himmel, Herrgott, Meer, Musik erreichte 2020 die 4. Auflage.
Im Jahr 2016 war er unterwegs am Caminho Português. Die ersten 500 Kilometer marschiert er direkt am Atlantik auf dem Trilho das Areias von Lissabon bis Porto. Diese Strecke ist kein offizieller Jakobsweg, dieser würde von Lissabon durch das Landesinnere über Coimbra führen. Nach Porto pilgerte Herbert Hirschler weitere 250 Kilometer am Caminho da Costa nach Santiago de Compostela.
Bei Leykam veröffentlichte er sein 2. Reisebuch Himmel, Herrgott, Portugal. Erstmals gab es auch ein Lied zum Buch; Herbert Hirschler schrieb am Weg den Text zu Schritt für Schritt am Jakobsweg, Hannes Marold komponierte die Musik und die Südtiroler Grand-Prix der Volksmusik-Gewinner Die Ladiner nahmen den Titel auf und veröffentlichten ihn auf ihrer neuen Produktion im Herbst 2017. 2021 veröffentlichte er, ebenfalls im Leykam Verlag, sein Roman-Debüt Luftgitarrengott.
Im Jahr 2023 war Herbert Hirschler im Süden Portugals von Lagos aus über die Rota Vicentina und später Lissabonunterwegs nach Fatima. Darüber veröffentlichte er 2024 in der Ueberreuter-Verlagsgruppe sein 3. Reisebuch Himmel, Herrgott, Portugal.

## Liedertexter
Hirschler war bisher sieben Mal bei den regionalen Vorentscheidungen zum Grand Prix der Volksmusik. 2005 gewann er mit dem Titel A starke Frau (Krieglacher) die österreichische Vorentscheidung, 2009 wiederholte er diesen Sieg mit dem Titel Das Leben (Pfarrer Franz Brei). Das Leben kam beim internationalen Finale des Grand Prix der Volksmusik 2009 in München auf den 3. Platz und war damit bester österreichischer Beitrag. Beide Siegertitel wurden von Walter Wessely komponiert.
2008 gewann Herbert Hirschler als Texter der vom Ensemble Hansi Stermetz interpretierten Oberkrainer-Polka „Was wär die Welt ohne uns“ (Musik: Hansi Stermetz) das internationale Finale des Alpen Grand Prix in Meran / Südtirol.
Titel von Herbert Hirschler werden unter anderem interpretiert von:
- Alpenoberkrainer
- Alpenrebellen
- Antonia aus Tirol
- Die Edlseer
- Francine Jordi
- Grubertaler
- Heimatlandecho
- Jazz Gitti
- Die jungen Zillertaler
- Kastelruther Spatzen
- Klostertaler
- Die Ladiner
- Marc Pircher
- Marianne & Michael
- Nockalm Quintett
- Pfarrer Franz Brei
- Die Stoakogler
- Zellberg Buam
- Zillertaler Haderlumpen

## Leben
Hirschler lebt mit seiner Frau Monika in St. Johann am Steinfelde (bei Ternitz). Er ist der Vater von Sandra und Christoph Hirschler.

## Publikationen

### Pilgerreisen
- Himmel, Herrgott, Meer, Musik: Der andere Jakobsweg über die Ruta del Norte. 4. Auflage. Leykam, Graz 2013, ISBN 978-3-7011-7758-5.
- Himmel, Herrgott, Portugal: Der portugiesische Jakobsweg. 5. Auflage. Leykam, Graz 2017, ISBN 978-3-7011-8045-5.
- Himmel, Herrgott, Fatima: Der schönste Pilgerweg Portugals. 1. Auflage. Ueberreuter, Wien 2024, ISBN 978-3-8000-7861-5.

### Romane
- Luftgitarrengott: Musikroman. 1. Auflage. Leykam, Graz 2021, ISBN 3-7011-8184-5.
- Her mit der Marie. Krimikomödie aus Österreich. Ueberreuter, Wien 2025, ISBN 978-3-8000-9028-0.